# San José de Merino
San José de Merino är en ort i Mexiko.   Den ligger i kommunen Santa Cruz de Juventino Rosas och delstaten Guanajuato, i den centrala delen av landet, 240 km nordväst om huvudstaden Mexico City. San José de Merino ligger 1 730 meter över havet och antalet invånare är 254.
Terrängen runt San José de Merino är platt åt sydost, men åt nordväst är den kuperad. Runt San José de Merino är det tätbefolkat, med 411 invånare per kvadratkilometer. Närmaste större samhälle är Salamanca, 16,7 km väster om San José de Merino. Trakten runt San José de Merino består till största delen av jordbruksmark.